# Erre
Erre ist eine französische Gemeinde mit 1576 Einwohnern (Stand: 1. Januar 2022) im Département Nord in der Region Hauts-de-France. Sie gehört zum Arrondissement Douai und ist Mitglied im Gemeindeverband Communauté d’agglomération Cœur d’Ostrevent. Die Einwohner werden Errois und Erroises genannt.

## Geographie
Erre liegt etwa 16 Kilometer östlich von Douai und etwa 14 Kilometer westlich von Valenciennes. Umgeben wird Erre von den Nachbargemeinden Wandignies-Hamage im Norden, Hornaing im Osten, Escaudain im Süden und Südosten, Abscon im Süden und Südwesten sowie Fenain im Westen.

## Bevölkerungsentwicklung
| Jahr                      | 1962 | 1968 | 1975 | 1982 | 1990 | 1999 | 2006 | 2013 |
| Einwohner                 | 1620 | 1615 | 1465 | 1403 | 1388 | 1346 | 1351 | 1479 |
| Quelle: Cassini und INSEE |      |      |      |      |      |      |      |      |

## Sehenswürdigkeiten

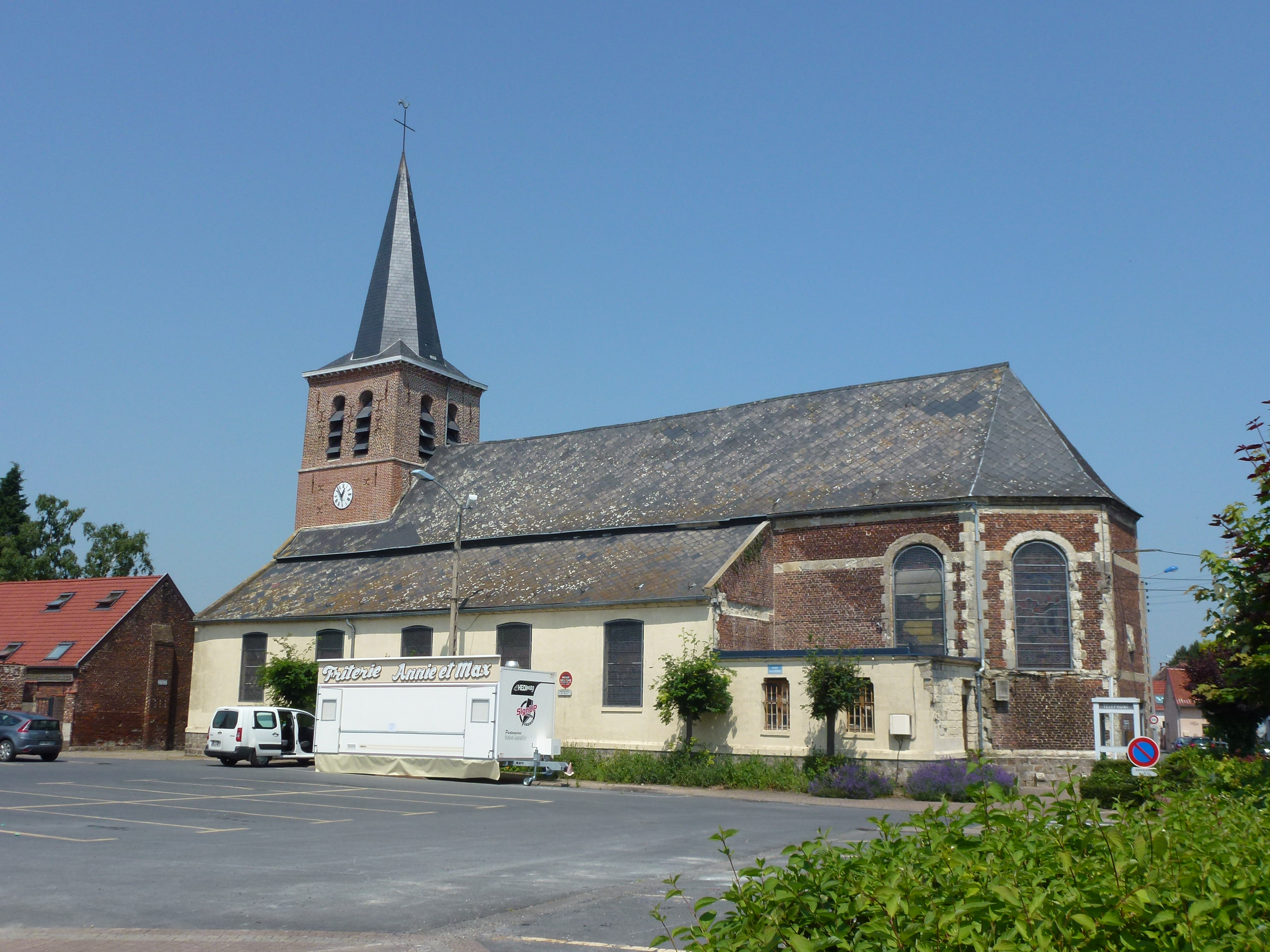
Kirche Saint-Martin

- Kirche Saint-Martin